# Beaumont Leys
Beaumont Leys – dzielnica miasta Leicester, w Anglii, w Leicestershire, w dystrykcie (unitary authority) Leicester. Leży 4 km od centrum miasta Leicester i 147,8 km od Londynu. W 2001 roku dzielnica liczyła 5597 mieszkańców. W 2011 miejscowość liczyła 16 480 mieszkańców.